# Asus ROG Ally
 (janvier 2025).
L'Asus ROG Ally est un ordinateur de jeu portable développé et fabriqué par Asus dans le cadre de sa marque Republic of Gamers (ROG). Sorti le 13 juin 2023, l'appareil vient concurrencer le Steam Deck de Valve. Le ROG Ally exécute le système d'exploitation Windows 11 et utilise un processeur AMD Zen 4 appelé AMD Z1 et Z1 Extreme. En plus de l'utilisation portable, le ROG Ally peut être connecté à un téléviseur ou à un moniteur via une station d'accueil ou un dongle et être utilisé comme un ordinateur de bureau ou une console de jeux vidéo.

## Historique
Asus a commencé à développer un ordinateur de jeu portable en 2018 pour concurrencer les ordinateurs portables tels que le GPD Win 2. Le développement a ralenti au cours des années suivantes, mais s'est accéléré après l'annonce par Valve du Steam Deck en 2021, qui a rapidement conduit à un regain d'intérêt du public pour les ordinateurs de jeu portables. L'appareil a été annoncé le 1er avril 2023, ce qui a amené beaucoup de gens à croire qu'il s'agissait d'un poisson d'avril, Asus clarifiant sa légitimité trois jours plus tard.
Asus a révélé la date de sortie, les spécifications techniques et le prix du ROG Ally le 11 juin 2023. Deux modèles ont été annoncés, l'un vendu au détail à 699 € et mettant en œuvre un processeur Ryzen Z1, et l'autre vendu au détail à 799 € et mettant en œuvre un processeur Ryzen Z1 Extreme. Ce dernier est sorti le 13 juin 2023 et le premier est sorti au cours du troisième trimestre 2023. Au Computex 2024, Asus a annoncé le ROG Ally X, un modèle Z1 Extreme mis à jour avec 1 To de stockage NVMe utilisant un emplacement M.2 2280 au lieu de M.2 2230, 24 Go de RAM LPDDR5X-7500, une batterie plus grande et d'autres améliorations, vendu au prix de 899 €.

## Matériel
Le ROG Ally implémente un APU AMD, basé sur les architectures Zen 4 et RDNA 3 d'AMD. Deux modèles différents du ROG Ally ont été lancés, l'un avec un processeur Ryzen Z1 et l'autre avec un Ryzen Z1 Extreme. Le processeur Z1 exécute une unité à six cœurs/douze threads et le GPU Z1 fonctionne sur quatre unités de calcul avec une performance totale estimée à 2,56 TFLOPS. Le processeur Z1 Extreme exécute une unité à huit cœurs/seize threads tandis que son GPU fonctionne sur douze unités de calcul avec une estimation de 8,6 téraflops. Les deux processeurs utilisent des fréquences de synchronisation variables, le Z1 fonctionnant entre 3,2 et 4,9 GHz et le Z1 Extreme entre 3,3 et 5,1 GHz. L'unité principale de l'Ally est conçue pour une utilisation portable. Il dispose d'un écran LCD tactile de 7 pouces avec une définition de 1080p et un taux de rafraîchissement variable allant jusqu'à 120 Hz. Les commandes ressemblent à celles d'une manette sans fil Xbox, notamment deux joysticks, un pavé directionnel, des boutons A/B/X/Y, deux gachettes de chaque côté et deux boutons configurables à l'arrière de l'appareil.

## Logiciel
Le ROG Ally est livré avec Windows 11 Home intégré à Armory Crate SE, un utilitaire logiciel développé par Asus. Armoury Crate permet à l'utilisateur de configurer rapidement l'enveloppe thermique (TDP) avec plusieurs préréglages pré-ajustés, ainsi que de modifier le taux de rafraîchissement, la résolution de l'écran, la fréquence d'images limite et d'ajuster les fréquences d'horloge. Armoury Crate agit également comme un lanceur de jeux, compilant automatiquement la bibliothèque de jeux de l'utilisateur à partir de lanceurs tiers comme Steam et Epic Games Store. Bien que Windows 11 ait amélioré la prise en charge de l’écran tactile, certaines interactions ne peuvent être effectuées qu’à l’aide d’un curseur de souris. Grâce à cela, Armoury Crate permet aux utilisateurs d'émuler une souris à l'aide du joystick gauche. Le ROG Ally est également livré avec un abonnement de trois mois au Xbox Game Pass, un service d'abonnement aux jeux vidéo de Microsoft.

## Accueil
La réponse initiale au ROG Ally a été mitigée. Tony Polanco de Tom's Guide l'a décrit comme « solide mais imparfait », complimentant son écran et son ergonomie mais critiquant les performances et la durée de vie de la batterie. Contrairement à la critique de Polanco, Sean Hollister de The Verge a salué les performances de l'appareil mais a critiqué le choix d'Asus de Windows 11 comme système d'exploitation, qualifiant Windows de « largement étranger » sur un format portable. Dans un article pour Eurogamer, Richard Leadbetter écrit : « Divers problèmes persistent de sorte à donner l'impression que le ROG Ally n'est pas encore complètement prêt, tandis que les fondations de Windows pourraient bien être un facteur limitant qui pourrait ne jamais être surmonté. » 
Une critique soulignée par de nombreux avis est la durée de vie de la batterie. Hollister a signalé une autonomie de batterie de 53 minutes en jouant à The Last of Us Part I sur le profil TDP de 25 W, tandis que Kevin Purdy d' Ars Technica a mesuré une autonomie de 88 minutes en jouant à The Witcher 3: Wild Hunt sur le profil de 15 W.  Dans un article pour Windows Central, Rebecca Spear a décrit la durée de vie de la batterie comme « assez atroce »  tandis qu'Anyron Copeman de Tech Advisor a commenté que la capacité de charge rapide de 65 W de l'appareil compense sa faible durée de vie de la batterie.

## Controverse
Lors de la sortie du ROG Ally, des rapports ont signalé que les cartes microSD, ou dans certains cas le lecteur lui-même, surchauffaient et se cassaient. Cela est dû à un défaut de conception où le lecteur est positionné juste au-dessus du côté gauche du système de refroidissement. Asus a reconnu le problème en juillet 2023 et a ensuite prolongé la garantie d'un an et a proposé de rembourser aux clients la valeur au détail des cartes endommagées pour les clients américains en mai 2024,.
En mai 2024, la chaîne technologique YouTube Gamers Nexus a envoyé un ROG Ally pour une réparation sous garantie en raison d'un joystick défectueux. Asus a refusé la réparation sous garantie, affirmant que le problème du joystick était dû à des « dommages causés par le client ». De plus, Asus a exigé des frais de réparation de 191,47 $  pour le remplacement du panneau LCD et du boîtier supérieur en raison d'une « petite marque » sur le boîtier, bien qu'elle ne soit pas liée au problème d'origine pour lequel l'appareil a été envoyé sous garantie. Asus a également déclaré qu'il renverrait l'appareil à Gamers Nexus dans un « état démonté » s'il ne payait pas les frais de réparation. Quelques jours plus tard, Asus a honoré la garantie et a effectué la réparation du problème d'origine sous la pression de Gamers Nexus, et s'est ensuite excusé pour le mauvais service,.

## Remarques
1. Zen 4 avec processus 4 nm, 6 cœurs/12 threads, 22 Mo de mémoire cache, jusqu’à 4,90 GHz de boost
2. ^ Zen 4 avec processus 4 nm, 8 cœurs/16 threads, 24 Mo de mémoire cache, jusqu’à 5,10 GHz de boost
3. ^ Uniquement lors de l’utilisation d’instructions à deux problèmes ; performance de facto ~1,28 TFLOPS
4. ^ Uniquement lors de l’utilisation d’instructions à deux problèmes ; performance de facto ~4.14 TFLOPS